# Anıtkabir

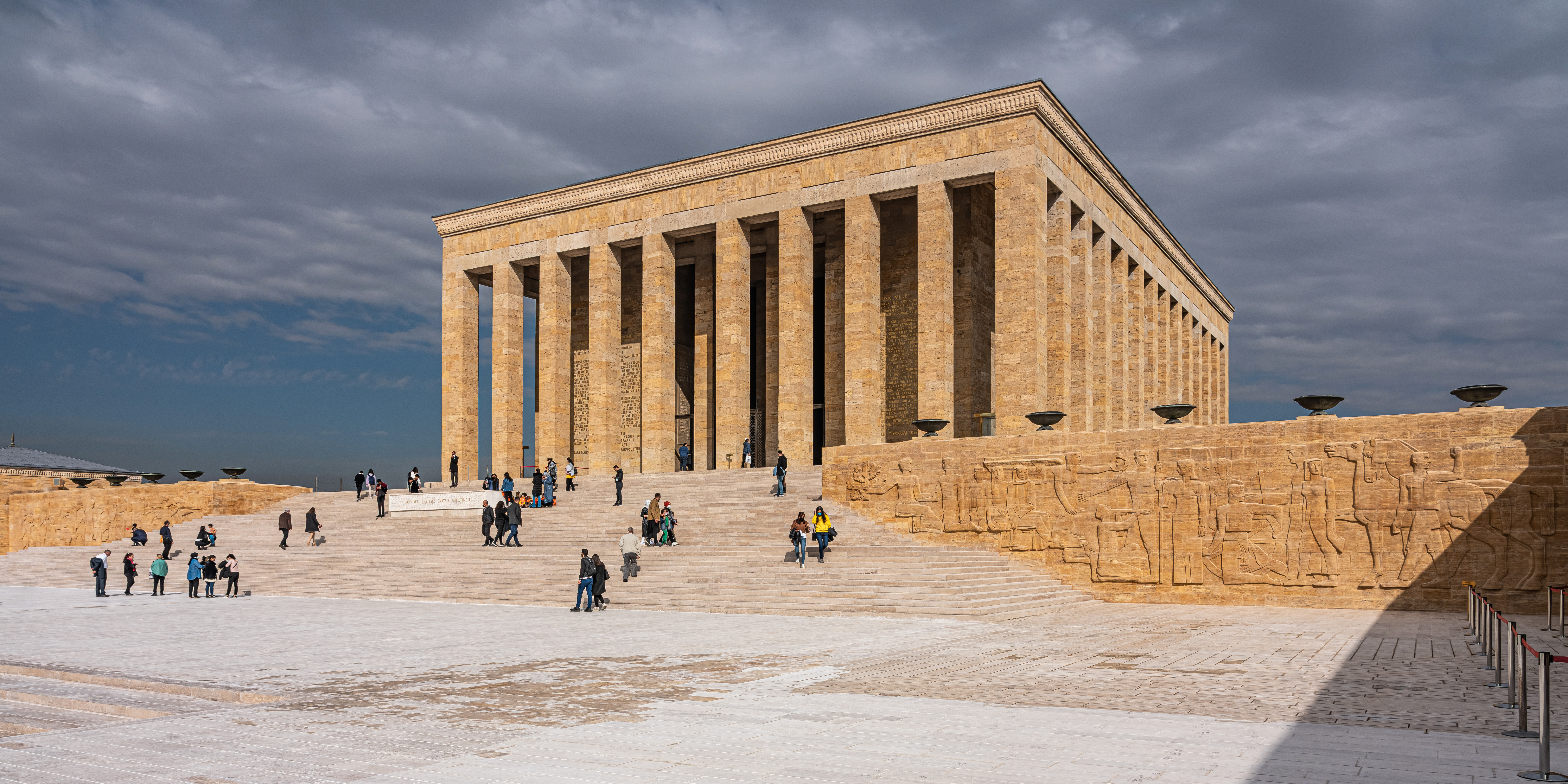
Anıtkabir, o mausoléu de Mustafa Kemal Atatürk em Ancara

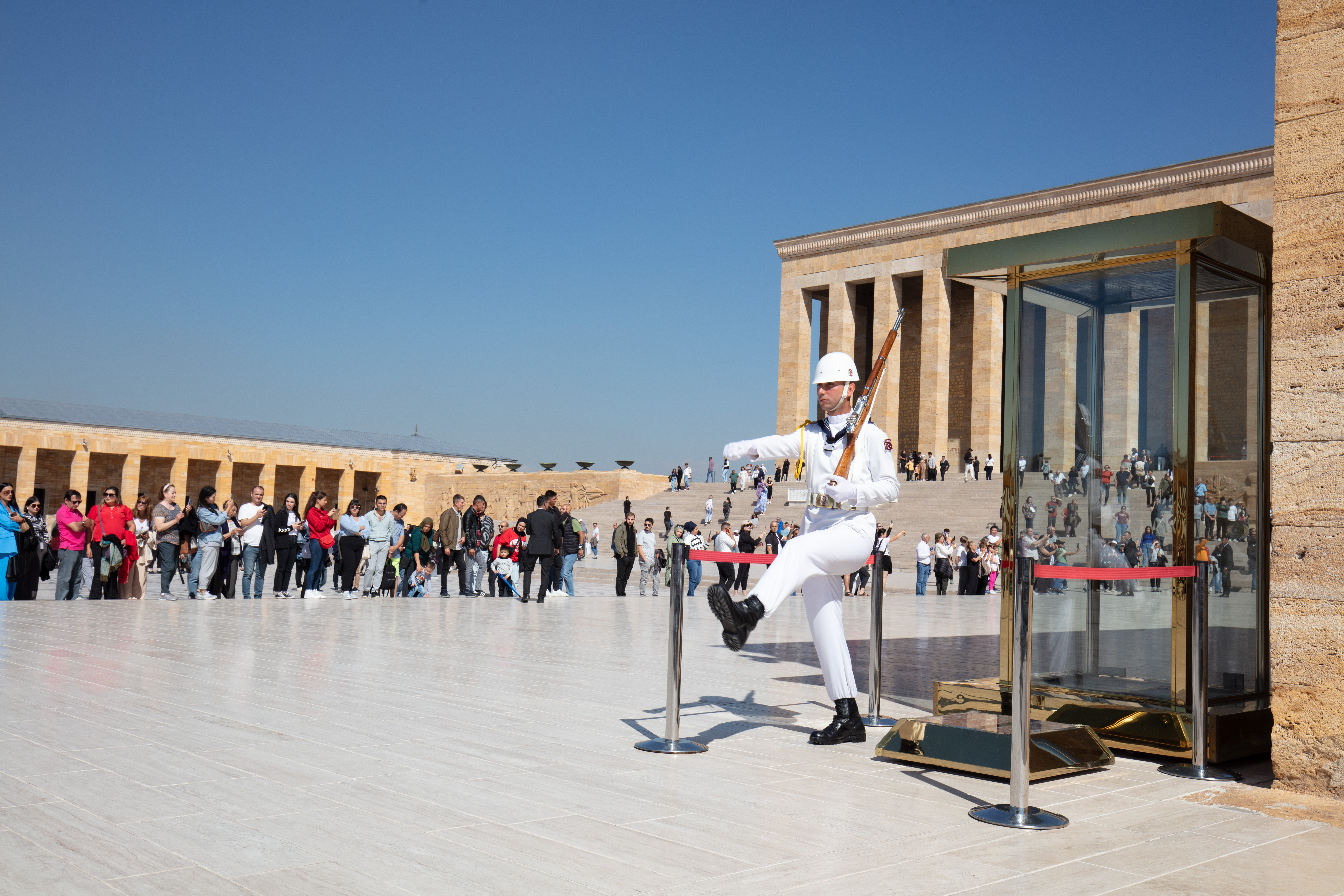
Mudança da guarda

Anitkabir (literalmente, "túmulo memorial") é o mausoléu de Mustafa Kemal Atatürk, líder da Guerra de Independência Turca e fundador e primeiro presidente da República da Turquia.
Ele está localizado na cidade de Ancara, a capital turca, e foi projetado pelos arquitetos Emin Onat e Ahmet Orhan Arda, cuja proposta venceu outros 48 projetos de vários países num concurso organizado pelo governo turco em 1941 para um "túmulo monumental" para Atatürk.
O local também é o lugar de descanso final de İsmet İnönü, o segundo presidente da Turquia, que foi enterrado lá depois que morreu em 1973. 